# 皮内特
皮内特，是西班牙巴伦西亚自治区巴伦西亚省的一个市镇。总面积12平方公里，总人口202人（2001年），人口密度17人/平方公里。